# Eleccions legislatives russes de 2016
Les Eleccions legislatives russes de 2016 es van celebrar el 18 de setembre per escollir els 450 escons de la Duma Estatal. Es van avançar uns mesos, ja que inicialment es van definir per al 4 de desembre, decisió que va tenir el suport del Govern i dels principals partits a excepció del Partit Comunista. També van ser les primeres en les quals el nou territori annexat de Crimea podia participar en unes eleccions generals russes, malgrat l'oposició d'Ucraïna. La península va tenir només una participació lleugerament superior a la resta del país, però va ser una de les regions amb major suport a Rússia Unida.

## Enquestes
Amb els esdeveniments de l'Euromaidan ucraïnès i les protestes contràries en les regions de l'est, que van acabar originant la Guerra al Donbàs, així com els successos a la península de Crimea i la conseqüent annexió per part de Rússia, es va produir l'anomenat suport entorn la bandera, un efecte de ràpid creixement popular del govern davant una crisi o conflicte. Així però, passat un temps Rússia Unida va tornar a xifres anteriors, al voltant del 40%, sense beneficiar nítidament cap altra formació. D'aquesta manera, s'esperaven unes eleccions amb poca participació i amb un fort desencant.

## Resultats
|                         |                                                     |              |              |              |                  |                  |                  |               |     |  |  |  |  |  |
| Partit                  | Partit                                              | Proporcional | Proporcional | Proporcional | Circunscripcions | Circunscripcions | Circunscripcions | Escons totals | +/- |  |  |  |  |  |
| Partit                  | Partit                                              | Vots         | %            | #            | Vots             | %                | #                | Escons totals | +/- |  |  |  |  |  |
|                         | Rússia Unida                                        | 28.527.828   | 54,20        | 140          | 25.162.770       | 48,42            | 203              | 343 / 450     | 105 |  |  |  |  |  |
|                         | Partit Comunista de la Fed. Russa                   | 7.019.752    | 13,34        | 35           | 6.492.145        | 12,93            | 7                | 42 / 450      | 50  |  |  |  |  |  |
|                         | Partit Liberal Democràtic de Rússia                 | 6.917.063    | 13,14        | 34           | 5.064.794        | 9,75             | 5                | 39 / 450      | 17  |  |  |  |  |  |
|                         | Rússia Justa                                        | 3.275.053    | 6,22         | 16           | 5.017.645        | 9,66             | 7                | 23 / 450      | 41  |  |  |  |  |  |
|                         | Comunistes de Rússia                                | 1.192.595    | 2,27         | 0            | 1.847.824        | 3,56             | 0                | 0 / 450       | Nou |  |  |  |  |  |
|                         | Iàbloko                                             | 1.051.335    | 1,99         | 0            | 1.323.793        | 2,55             | 0                | 0 / 450       | =   |  |  |  |  |  |
|                         | Partit Rus dels Pensionistes per la Justícia Social | 910.848      | 1,73         | 0            |                  |                  |                  | 0 / 450       | Nou |  |  |  |  |  |
|                         | Rodina                                              | 792.226      | 1,51         | 0            | 1.241.642        | 2,39             | 1                | 1 / 450       | Nou |  |  |  |  |  |
|                         | Partit del Creixement                               | 679.030      | 1,29         | 0            | 1.171.259        | 2,25             | 0                | 0 / 450       | =   |  |  |  |  |  |
|                         | Partit Ecològic Rus "Els Verds"                     | 399.429      | 0,76         | 0            | 770.076          | 1,48             | 0                | 0 / 450       | Nou |  |  |  |  |  |
|                         | Partit de la Llibertat Popular (PARNAS)             | 384.675      | 0,73         | 0            | 530.862          | 1,02             | 0                | 0 / 450       | Nou |  |  |  |  |  |
|                         | Patriotes de Rússia                                 | 310.015      | 0,59         | 0            | 704.197          | 1,36             | 0                | 0 / 450       | =   |  |  |  |  |  |
|                         | Plataforma Cívica                                   | 115.433      | 0,22         | 0            | 364.100          | 0,70             | 1                | 1 / 450       | Nou |  |  |  |  |  |
|                         | Poder civil                                         | 73.971       | 0,14         | 0            | 79.922           | 0,15             | 0                | 0 / 450       | Nou |  |  |  |  |  |
|                         | Independents                                        |              |              |              | 429.051          | 0,83             | 1                | 1 / 450       | 1   |  |  |  |  |  |
|                         |                                                     |              |              |              |                  |                  |                  |               |     |  |  |  |  |  |
| Vots vàlids             | Vots vàlids                                         | 51.649.253   | 98,13        |              | 50.200.080       | 96,60            |                  |               |     |  |  |  |  |  |
| Vots blancs i invàlids  | Vots blancs i invàlids                              | 982.596      | 1,87         | 1.767.725    | 3,40             |                  |                  |               |     |  |  |  |  |  |
| Total                   | Total                                               | 52.631.849   | 100          | 225          | 51.967.805       | 100              | 225              | 450           | =   |  |  |  |  |  |
| Abstencions             | Abstencions                                         | 57.429.351   | 52,18        |              | 57.668.989       | 52,60            |                  |               |     |  |  |  |  |  |
| Inscrits / participació | Inscrits / participació                             | 110.061.200  | 47,82        | 109.636.794  | 47,40            |                  |                  |               |     |  |  |  |  |  |